# かながわオープン
かながわオープンは、1979年から開催されていた男子ゴルフトーナメント。
1981年は全英オープンから帰国したばかりの青木功・安田春雄が出場し 、初日は2人共に前年優勝の矢部昭と並んでの9位タイ、最終日には青木がアマチュアの金子柱憲と並んでの3位タイであった 。優勝した泉川ピートは沖縄県出身初のプロゴルファーで、2日間トーナメントながら4年目での嬉しい初優勝となった。最終日は1番から4連続バーディーで好調なスタートを切り、アウト31で2位に4打差を付けた。試合後に「こんなスコアは初めて。しびれもなかった。」と語った泉川であったが、前週の全英オープンで予選落ちしており、青木は「それがいい経験になった」と語っている。
1982年及び1983年は日本ゴルフツアー機構（JPGA）のツアー競技に指定され 、1982年に通算4アンダーで逆転優勝した豊田明夫はツアー制100人目の優勝者となる。
1983年に優勝した河野高明は9年304日ぶりの勝利となり、現在も国内男子ツアーのブランク優勝の記録で歴代5位の記録となっている。
1984年は藤池昇が初日首位で、最終日に尾崎将司が18番でバーディを取って優勝。
1985年には石井秀夫が15番パー5、続く16番パー4で連続イーグルを記録したが、尾崎が連覇している。
1979年、1981年〜1985年・1989年は横浜市保土ケ谷区の横浜カントリークラブ  、1980年は川崎市多摩区の川崎国際カントリークラブで開催された。

## 歴代優勝者
- 1979年 - 森憲二[1]
- 1980年 - 矢部昭[14]
- 1981年 - 泉川ピート[1]
- 1982年 - 豊田明夫[1] [8] [6] [15]
- 1983年 - 河野高明[7] [16] [10]
- 1984年 - 尾崎将司[1] [12]
- 1985年 - 尾崎将司[1]
- 1986年 - 稲垣太成[17]
- 1987年 - 真板潔[18]
- 1988年 - 山本己沙雄[19]
- 1989年 - 大町昭義[1]

＊ 太字はJPGA公認男子ゴルフツアートーナメント